# Begonia polygonata
Espèce
Synonymes
- Begonia fonsecae Standl.[1]
- Begonia polygonata var. longistipulacea A.DC.[1]

Begonia polygonata est une espèce de plantes de la famille des Begoniaceae.
L'espèce fait partie de la section Gireoudia.
Elle a été décrite en 1852 par Frederik Michael Liebmann (1813-1856).

## Répartition géographique
Cette espèce est originaire des pays suivants : Honduras ; Mexique.

## Liste des variétés
Selon Tropicos (22 février 2017) (Attention liste brute contenant possiblement des synonymes) :
- variété Begonia polygonata var. longistipulacea A. DC.